# Drahivka, Țarîceanka
Drahivka (în ucraineană Драгівка) este un sat în așezarea urbană Țarîceanka din raionul Țarîceanka, regiunea Dnipropetrovsk, Ucraina.

## Demografie
Componența lingvistică a localității Drahivka
     Ucraineană (93,64%)
     Rusă (3,03%)
     Alte limbi (0,6%)
Conform recensământului din 2001, majoritatea populației localității Drahivka era vorbitoare de ucraineană (93,64%), existând în minoritate și vorbitori de rusă (3,03%).